# Темерівський Сергій Дмитрович
Сергій Дмитрович Темерівський (нар. 7 жовтня 1966, Чернівці, Чернівецька область, УРСР) — радянський та український футболіст, захисник. Батько футболіста Олександра Темерівського.

## Біографія
Вихованець буковинського футболу, професійну кар'єру почав у чернівецькій «Буковині», а саме наприкінці сезону 1983 року Сергія запросив до чернівецької «Буковини» її тодішній тренер Олександр Павленко. Проте Темерівський відіграв лише один сезон та залишив команду. 
Тривалий час виступав на аматорському рівні. У 1993 році отримав запрошення від команди вищої ліги Молдови «Прогресул» (Бричани), де відіграв один сезон та був знову запрошений до рідної команди. Також під час виступів за «Буковину» у 1994 році, Сергій, як і ряд інших гравців виступав за клуб «Лада» (Чернівці).
З 1999 по 2000 рік виступав у аматорському колективі «Лужани».

## Досягнення
Аматорський рівень
- Володар Кубка України — 2000
- Чемпіон Чернівецької області — 2000
- Володар Кубка Чернівецької області — 2000